# Giovanni Corradini
Giovanni Corradini (1896) è stato un calciatore italiano, di ruolo difensore.

## Carriera
Nel campionato di Prima Divisione 1922-1923 veste la maglia dell'Hellas Verona disputando una partita.
Nella stagione 1923-1924 gioca in Seconda Divisione (la seconda serie dell'epoca) con la Reggiana; in granata gioca tutte e 24 le partite di campionato disputate dalla squadra, scendendo poi in campo anche nello spareggio vinto per 2-0 a Padova il 27 luglio 1924 contro l'Olympia Fiume, che nel Girone Finale Nord si era classificata seconda alla pari con la Reggiana a quota 11 punti dietro al Derthona a quota 13. In seguito allo spareggio la Reggiana viene quindi promossa in Prima Divisione (la massima serie dell'epoca) insieme ai bianconeri piemontesi.
Successivamente milita nella Sampierdarenese e nella Fratellanza Sestrese.